# Juan Fernando Quintero
Juan Fernando Quintero Paniagua (Medellín, 18 januari 1993) is een Colombiaans voetballer die doorgaans als aanvallende middenvelder speelt. Quintero  debuteerde in 2012 in het Colombiaans voetbalelftal.

## Clubcarrière
Quintero debuteerde in 2009 in het betaald voetbal in het shirt van Envigado, op dat moment actief in de Primera A. Dat verruilde hij na meer dan veertig competitiewedstrijden in drie seizoenen voor Atlético Nacional, waarmee hij nog twee jaar in dezelfde competitie speelde. Nacional verhuurde Quintero gedurende het seizoen 2012/13 aan Pescara, op dat moment actief in de Serie A. Daarmee werd hij dat jaar laatste op de ranglijst. FC Porto nam hem vervolgens definitief over van Nacional. Aldaar maakte hij op 18 augustus 2013 zijn debuut in een competitieduel tegen Vitória Setúbal (3–1). Met de Portugese club werd hij in de daaropvolgende twee seizoenen derde en tweede in de Primeira Liga. Porto verhuurde Quintero in augustus 2015 voor een jaar aan Stade Rennais, dat daarbij een optie tot koop bedong. In 2018 werd hij verhuurd aan CA River Plate en die club nam hem vervolgens over. Met River Plate won hij de Copa Libertadores 2018. Per maart 2021 komt hij uit voor het Chinese Shenzhen FC.

## Interlandcarrière

### Colombia –20
Naast wedstrijden met het eerste elftal speelde Quintero ook wedstrijden met het Colombiaans elftal onder 20. In 2013 werd hij kampioen op het Zuid-Amerikaans kampioenschap onder de 20; tijdens het toernooi maakte hij drie doelpunten. Een van die doelpunten was de strafschop in de wedstrijd tegen Peru die zorgde voor een 1–0 overwinning. Na afloop van het kampioenschap werd Quintero door de toernooiorganisatie uitgeroepen tot meest waardevolle speler. Quintero nam in 2013 met Colombia ook deel aan het wereldkampioenschap voetbal onder 20. Zuid-Korea versloeg de Colombianen in de achtste finale. Na een 1–0 achterstand maakte Quintero in de blessuretijd van de tweede helft de gelijkmaker. In de verlenging kwamen beide landen niet tot scoren; de wedstrijd moest worden bepaald door een strafschoppenreeks. Quintero schoot raak, maar nadat zowel één speler van Colombia als één speler van Zuid-Korea miste en de stand na in totaal zeven strafschoppen gelijkstond, werd de achtste penalty gemist door de Colombiaanse speler Deivy Balanta en was Colombia uitgeschakeld.

### Colombia
Vanaf 19-jarige leeftijd speelde Quintero al voor het Colombiaanse elftal. Hij debuteerde op 16 oktober 2012 in het Colombiaans nationaal elftal in de met 3–0 gewonnen vriendschappelijke wedstrijd tegen Kameroen. In mei 2014 werd hij door bondscoach José Pékerman opgenomen in de selectie voor het wereldkampioenschap voetbal in Brazilië. Clubgenoten Diego Reyes en Héctor Herrera (Mexico), Jackson Martínez (Colombia), Jorge Fucile (Uruguay), Eliaquim Mangala (Frankrijk), Silvestre Varela (Portugal) en Steven Defour (België) waren ook actief op het toernooi.

#### Wereldkampioenschap voetbal 2014
Het WK-debuut van Quintero was tijdens de wedstrijd Colombia-Ivoorkust bij het Brazilië. Quintero viel in de 53ste minuut in voor Ibarbo en maakte in deze wedstrijd zijn eerste WK-doelpunt. De wedstrijd eindigde in een 2-1 overwinning voor Colombia: doelpunten van James Rodriguez (64'), Juan Quintero (70') en Gervinho (73').

#### Wereldkampioenschap voetbal 2018
Quintero kwam na een oefeninterland tegen Koeweit in maart 2015 drie jaar niet meer in actie voor het Colombiaans voetbalelftal, tot hij in maart 2018 terugkeerde in de selectie. Bondscoach Jose Pékerman nam hem drie maanden later ook mee naar het WK 2018 in Rusland. Daar begon Colombia met een enigszins verrassende nederlaag tegen het lager ingeschatte Japan (1-2), waarna de ploeg in de resterende twee groepswedstrijden te sterk was voor Polen (3-0) en Senegal (1-0). In de achtste finales echter werden de Colombianen na strafschoppen uitgeschakeld door Engeland (3-4), nadat beide teams in de reguliere speeltijd waren bleven steken op 1-1 door treffers van de Engelse topschutter Harry Kane (rake strafschop in de 57ste minuut) en een doeltreffende kopbal van verdediger Yerry Mina in blessuretijd. Carlos Bacca miste zijn inzet vanaf elf meter, net als Mateus Uribe. Quintero kwam in alle vier duels in actie voor Colombia en scoorde een keer voor zijn vaderland.

## Erelijst
Porto
- Supertaça Cândido de Oliveira: 2013

River Plate
- Supercopa Argentina: 2017
- Copa Libertadores: 2018

Colombia U20
- Zuid-Amerikaans kampioenschap voetbal onder 20: 2013

1 Ospina ·
2 Zapata ·
3 Murillo ·
4 Arias ·
5 Barrios ·
6 Sánchez ·
7 Bacca ·
8 Aguilar ·
9 Falcao  ·
10 Rodríguez ·
11 J. Cuadrado ·
12 Vargas ·
13 Mina ·
14 Muriel ·
15 Uribe ·
16 Lerma ·
17 Mojica ·
18 Díaz ·
19 Borja ·
20 Quintero ·
21 Izquierdo ·
22 J.F. Cuadrado ·
23 Sánchez ·
Coach: Pékerman